# Někrasovskaja (linka metra v Moskvě)
Někrasovskaja (rusky Некрáсовская ли́ния) je linka moskevského metra označována růžovou barvou, alternativně číslem 15 a je v provozu od roku 2019.
První úsek trasy mezi stanicemi Někrasovka a Kosino v délce 6,9 km byl otevřen 3. června 2019. Druhý úsek této linky se stanicemi Jugo-Vostočnaja, Okskaja, Stachanovskaja a Nižegorodskaja (a dočasně také připojené stanice linky Bolšaja kolcevaja Stachanovskaja a Lefortovo) byl otevřen 27. března 2020.
Linka je zcela podzemní, spojuje moskevské čtvrti Někrasovka, Kosino-Uchtomskij, Vychino-Žulebino, Rjazanskij, Nižegorodskij, Lefortovo, Basmannyj a Sokolinaja Gora. Od 20. února 2023 je úsek Aviamotornaja – Elektrozavodskaja patří lince Bolšaja kolcevaja a Někrasovskaja byla zkrácena ke stanici Nižegorodskaja.

## Stanice
- Nižegorodskaja (přestupní)
- Stachanovskaja
- Okskaja
- Jugo-Vostočnaja
- Kosino (přestupní)
- Ulica Dmitrijevskogo
- Luchmanovskaja
- Někrasovka